# One Milkali (One Blood)
"One Milkali (One Blood)" é uma canção do duo australiano de synth pop Electric Fields. Auto-descrita como uma música que elogia a cultura aborígene australiana e que honra a comunidade de Zaachariaha Fielding, membro da banda, foi escrita por ambos os membros do duo e tem letras em inglês e em yankunytjatjara, um dialeto aborígene australiano. Foi lançada a 5 de Março de 2024 pela Sony Music Austrália. Foi escolhida para representar a Austrália no Festival Eurovisão da Canção de 2024, que se realizou em Malmo, na Suécia. A canção atuou na 1ª semifinal, mas não foi apurada para a final.

## Antecedentes e composição
«One Milkali (One Blood)» foi escrita pelos membros dos Electric Fields, Michael Ross e Zaachariaha Fielding. Num comunicado de imprensa divulgado pela SBS, o duo afirmou que o título da canção se referia à mensagem da canção de defesa da união. Elogiaram a cultura aborígene australiana, afirmando: «A cultura aborígene tem uma forma de lidar com as situações (...) não é preciso saltar para cima de ninguém para conseguir o que se quer. É possível dialogar sobre o assunto».
A canção está escrita em inglês, mas tem versos em dialeto yankunytjatjara.  De acordo com Zaachariaha, o dialeto yankunytjatjara foi acrescentado como forma de homenagear a sua comunidade em Mimili, em Aṉangu Pitjantjatjara Yankunytjatjara, também conhecida como APY.

## Festival Eurovisão da Canção

### Seleção interna
O organismo de radiodifusão australiano para o Festival Eurovisão da Canção, o Special Broadcasting Service (SBS), confirmou oficialmente a sua participação no Festival Eurovisão da Canção de 2024 a 5 de Dezembro de 2023. A 15 de Fevereiro de 2024, a SBS anunciou que tinha escolhido internamente a canção e o participante para selecionar o seu representante no concurso desse ano. Um excerto da canção foi lançado dois dias antes do seu lançamento oficial, a fim de promover a participação do país. A 5 de Março, «One Milkali (One Blood)» foi oficialmente anunciada como a canção da Austrália para o concurso.

### Na Eurovisão
O Festival Eurovisão da Canção de 2024 teve lugar na Malmö Arena em Malmo, Suécia, e consistiu em duas semifinais realizadas nas datas respectivas de 7 e 9 de Maio e a final a 11 de Maio de 2024. Durante o sorteio de 30 de Janeiro de 2024, a Austrália foi sorteada para competir na primeira semi-final, actuando na segunda parte do espetáculo. No entanto, não foi apurada para a final.